# The Night of the Hunter
The Night of the Hunter (no Brasil: O Mensageiro do Diabo) é um film-noir estadunidense de 1955, dirigido por Charles Laughton e estrelado por Robert Mitchum, Shelley Winters e Lillian Gish. 

## Sinopse
Um homem esconde uma grande quantia roubada na boneca de sua filha, Pearl. Logo em seguida é preso, mas antes faz com que os filhos prometam nunca revelar onde o dinheiro está. Já na prisão e condenado à morte, ele sonha com a quantia, o que atrai a atenção de seu companheiro de cela, o falso reverendo Harry Powell, secretamente um psicopata assassino mas preso por um crime menor. Quando  é libertado, o reverendo viaja até a cidade natal do seu antigo companheiro de cela a fim de descobrir o esconderijo do dinheiro, e, se aproxima propositadamente da família. Ninguém desconfia nada,a não ser o filho mais velho John. Enquanto isso o perigo aumenta a cada vez que John e Pearl não quebram sua promessa de silêncio dada ao pai.

## Elenco
- Robert Mitchum (Harry Powell)
- Shelley Winters (Willa Harper)
- Lillian Gish (Rachel Cooper)
- James Gleason (Birdie Steptoe)
- Evelyn Varden (Icey Spoon)
- Peter Graves (Ben Harper)
- Don Beddoe (Walt Spoon)
- Billy Chapin (John Harper)
- Sally Jane Bruce (Pearl Harper)
- Gloria Castillo (Ruby)